# Andre Dubus III
Andre Dubus III (Oceanside, 11 de septiembre de 1959) es un escritor y docente estadounidense, miembro de la Facultad de Literatura de la Universidad de Massachusetts Lowell.

## Carrera
Nacido en Oceanside, California, empezó a escribir obras de ficción a los 22 años tras graduarse en sociología de la Universidad de Texas en Austin. Su primera historia corta, titulada Forky, fue publicada por Playboy en la década de 1980.
Su novela debut, Casa de arena y niebla (1999), fue finalista del Premio Nacional del Libro y adaptada en la película del mismo nombre, dirigida por Vadim Perelman. El libro también alcanzó la primera posición de la lista de superventas del New York Times. A partir de entonces, ha publicado las novelas The Garden of Last Days, Dirty Love, Gone So Long y Such Kindness, y los relatos de no ficción Townie: A Memoir y Ghost Dogs.

## Obras

### Novelas
- Bluesman (1993)
- House of Sand and Fog (W. W. Norton, 1999)
- The Garden of Last Days (W. W. Norton, 2008)
- Dirty Love (W. W. Norton, 2013)
- Gone So Long (W. W. Norton, 2018)
- Such Kindness (W. W.  Norton, 2023)

### Colecciones
- The Cage Keeper and Other Stories (1989)

### No ficción
- Townie: A Memoir (W. W. Norton, 2011)
- Ghost Dogs (2024)